# تليه (مقاطعة دلفان)
تليه (بالفارسية: تلیه) هي قرية تقع في قسم ايتيوند الجنوبي الريفي (مقاطعة دلفان) في إيران. يقدر عدد سكانها بـ 38 نسمة بحسب إحصاء 2016.